# Acidantera dvoubarvá
Acidantera dvoubarvá (Gladiolus murielae, syn. Acidanthera murielae) je jednoděložná rostlina z čeledi kosatcovité, která pochází z jižní Etiopie. Je to víceletá hlíznatá rostlina.

## Popis
Zásobním orgánem je víceletá cibulovitá hlíza dosahující maximálního obvodu 10 až 12 cm. Hlízy nejsou zimovzdorné. Rostlina je vysoká 80 až 100 cm a svými listy připomíná mečík (Gladiolus). Květy jsou bílé s tmavě červenohnědou skvrnou uvnitř kalichu. Květní lístky tvoří téměř pravidelnou hvězdici. Květy rozkvétají postupně po dobu 10–14 dní. Kvete od srpna do října v závislosti na velikosti hlíz, skladovací teplotě a termínu výsadby. Pozdě vysazené rostliny často zamrzají v době kvetení. G. murielae má intenzivní vanilkovou vůni.

Kvetoucí rostliny
Květy
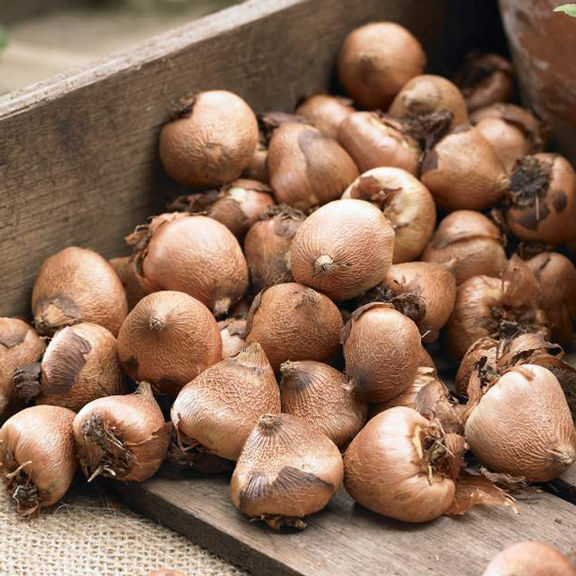
Hlízy

## Pěstování
Vysazuje se od poloviny dubna na slunné stanoviště do hloubky 6–8 cm na vzdálenost 15–20 cm. Rostliny lze předpěstovat v hlubších květináčích. Vyžaduje dobře připravenou půdu. Nesnáší těžké a zamokřené půdy. Po zmrznutí nadzemní části je nutno hlízy vyjmout z půdy, rychle usušit, očistit a uskladnit při teplotě 15–20 °C. Hnojí se podobně jako mečíky. Rostliny ani hlízy nevyžadují ošetření chemickými přípravky. Množí se dělením hlíz a semenem.

## Využití
Vhodná k řezu. Ideální do menších skupin na záhonech.